# 한희훈
한희훈(韓熙訓, 1990년 8월 10일 ~ )은 대한민국의 축구 선수이며 포지션은 수비수이다. 현재 대구 FC 소속이다.

## 클럽 경력
상지대학교 4학년이던 2012년 무릎에 큰 부상을 입는 바람에 2013 K리그 드래프트에 지원하였으나 지명받지 못하자 J2리그 에히메 FC에 입단하며 일본에서 첫 프로 생활을 시작하게 되었다. 에히메에서의 2번째 시즌인 2014 시즌, 주전 수비수로 도약하여 리그 30경기에 출전하여 2골을 기록하였다. 2015 시즌엔 도치기 SC로 이적하여 31경기에 출전하였지만 팀의 강등을 막지는 못하였고, 12월, 부천 FC 1995로 이적이 발표 이후, 대전을 상대로 한 4번째 선발 출전 경기에서 1:0으로 뒤지고 있던 전반 36분 동점골이자 K리그 데뷔골을 넣었다.
2016년 12월 11일, 대구 FC로의 이적이 발표되었다. 2017년 5월부터 7월까지 주장이었던 박태홍의 부상여파로 대구FC의 주장대행을 역임하였다. 2018시즌에는 대구 FC의 주장으로 선임되었다.
2020시즌을 앞두고 K리그1으로 승격한 광주 FC에 입단했다.
2022시즌 여름 이적시장을 통해 부산 아이파크로 이적하였다.